# Bersatu
Bersatu és una aliança política i militar de moviments d'alliberament de Patani, al sud de Tailàndia, que lluita per la independència de Patani. El 31 d'agost de 1989 el PULO, el Barisan Revolusi Nasional Melayu Pattani (BRN), el Barisan National Pember-Basan Pattani (BNPP) i els Mujahadeen Pattani, van formar una coalició i van establir la Payong Organization, nom que el 1991 fou canviat a Front Unit per la Independència de Patani i és conegut per Bersatu (Unitat), que va establir un govern a l'exili.